# Ruslan i Ljudmila (film 1938)
Ruslan i Ljudmila (Руслан и Людмила) è un film del 1938 diretto da Ivan Semёnovič Nikitčenko e Viktor Nevežin.